# Jean Guillaume Chabalier
Jean Guilhaume Chabalier est un homme politique français né le 5 mars 1758 au Puy-en-Velay (Haute-Loire) et mort le 10 avril 1839 au Puy-en-Velay (Haute-Loire).

## Biographie
Issu d'une famille fieffée originaire de La Garde-Guérin, établie aux Thors de Rocles, Jean-Guilhaume Chabalier est né le 5 mars 1758 au Puy-en-Velay, fils de Jean-Pierre Marie Chabalier, consul du Puy (1769) et de Catherine Marie Legal de Nirande. Il épousa Marie-Thérèse Béchétoille, fille de Jean-Baptiste, consul d'Annonay.
Propriétaire du château de Saint-Sauveur-Beaurepaire (Le Monteil), négociant drapier, il est élu consul du Puy-en-Velay dès 1786. Membre du Collège Electoral de la ville, il sera successivement juge puis président du Tribunal de Commerce de Haute-Loire, conseiller municipal, président du Conseil d'arrondissement, de la Commission des Hospices et administrateur de l'Institut des Sourds et Muets. Il soutiendra avec le préfet Armand de Bastard, le vicomte Gabriel de Becdelièvre et Mathieu Bertrand de Doue, la création du premier musée de la ville, alors appelé Musée Caroline, futur Musée Crozatier.
Il est élu député royaliste de la Haute-Loire pour le canton de Brioude, près la chambre des députés de 1820, battant le baron Jean Grenier puis remportant les élections à 161 voix contre 130 pour le parti libéral représenté par le marquis Georges de Lafayette. Il reportera durant sa députation des discours pour l'allègement des octrois et autres projets de lois, siégeant à droite, parmi le groupe dit des "ultra" et soutenant les gouvernements de Restauration. 
Sociétaire fondateur de la Compagnie Méridionale d'Assurances en 1824 avec le comte Amédée de Mostuéjouls, député de l'Aveyron, le baron Louis Balthazar Dubay, député de l'Ardèche, le baron Louis Bertrand Pierre Brun de Villeret, député de la Lozère, il est réélu la même année conseiller municipal. En 1830, il soutient l'Adresse des 221 puis est nommé maire du Puy-en-Velay par ordonnance royale du 11 août 1835, maintenu par ordonnance du 31 juillet 1837, année où il est fait chevalier de l'ordre de la Légion d'Honneur. Il entame alors le projet d'agrandissement du musée de la ville du Puy en recevant Charles Crozatier, au Puy, en 1839.
Il décède en son hôtel, au Puy-en-Velay, le 10 avril 1839. Il lègue le "Clos Chabalier", aujourd'hui Mairie de Vals-près-le-Puy - dont il avait remis l'église à disposition des catholiques de Vals dès 1800 - aux Frères du Sacré-Cœur et aux Jésuites pour y établir le Noviciat de la province de Toulouse.
On lui doit aussi la création de la première école de Vals pour l'instruction des filles ainsi que le financement pour la construction du presbytère du Monteil (Haute-Loire).
Enterré au Puy, sa pompe funèbre, dirigée en l'église du Collège par Mgr Jacques-Maurice de Bonald évêque du Puy, fut des plus importantes.

## Prises de position
Le 28 février 1790, à l'occasion de l'installation de la première municipalité du Puy, Jean-Guillaume Chabalier se présente au balcon de la place du Martouret en habit d'apparat et avant de laisser la place aux nouveaux élus du corps municipal appelle “à toute la reconnaissance du public pour les membres de l’auguste assemblée dont les immenses travaux préparent à la France une prospérité qui sera vraiment son ouvrage ainsi que pour le souverain monarque, Louis XVI, qui a si publiquement manifesté que le bonheur de ses sujets était la seule gloire qu’il désirait et ambitionnait.”
"Les électeurs libéraux du Puy voulaient pour député M. le marquis Georges de Lafayette. Les électeurs royalistes ont nommé un bon et honnête homme, qui avait pour toute recommandation cette probité que la corruption du siècle me force d'appeler antique ; M. Chabalier, excellent royaliste, ne donnera jamais sa voix pour des propositions antimonarchiques."
"... nommé consul en 1789, successivement membre ou président du Conseil Municipal, du Tribunal de Commerce, puis député à la Chambre des Représentants, maire de la ville, constamment enfin revêtu de fonctions gratuites, monsieur Chabalier a parcouru une longue carrière administrative entièrement consacrée aux intérêts de son pays natal ; les services éminents qu'il a rendu en 1815 lors de l'invasion des troupes autrichiennes sont encore présents à tous les souvenirs. L'entretien des promenades, des fontaines publiques, la conduite des nouvelles eaux, fondations si précieuses, ont occupé tous les instants de cet honorable magistrat."
"Il devait à la fortune, à son tempérament et à d’autres impondérables, d’être ce qu’on appelle un modéré. Les régimes passent, les civilisations se succèdent, le modéré est éternel. Il est l’immuable substratum de l’humanité, parce qu’il est l’homme équilibré, l’homme tout court. Jean-Guillaume Chabalier devenu consul du Puy en 1786, 1788, 1790 s’efface pendant la Révolution qui est l’heure des extrémistes et des déséquilibrés. Il est de ceux qui dédaigneux de tous les excès, ont donné trop de gages, tacites ou éloquents, de sagesse et de pondération pour qu’on ose les attaquer de front, et qu’on ne peut attaquer par-dessous, faute de complices ou par crainte d’une réprobation générale."

## Famille
Grand oncle de Mgr Jean-Baptiste Maximilien Chabalier vicaire apostolique de Phnom-Penh et évêque de Pharan, né au Cheylard (Lozère) en 1887.

## Armoiries
Blasonnement : D'azur au sanglier passant d'argent, au chef d'argent chargé d'une tour de gueules crénelée et ajourée, la porte ouverte d'azur au ruisseau naissant de cette porte du même,.
D: Que me querro, me troubo.

## Distinction

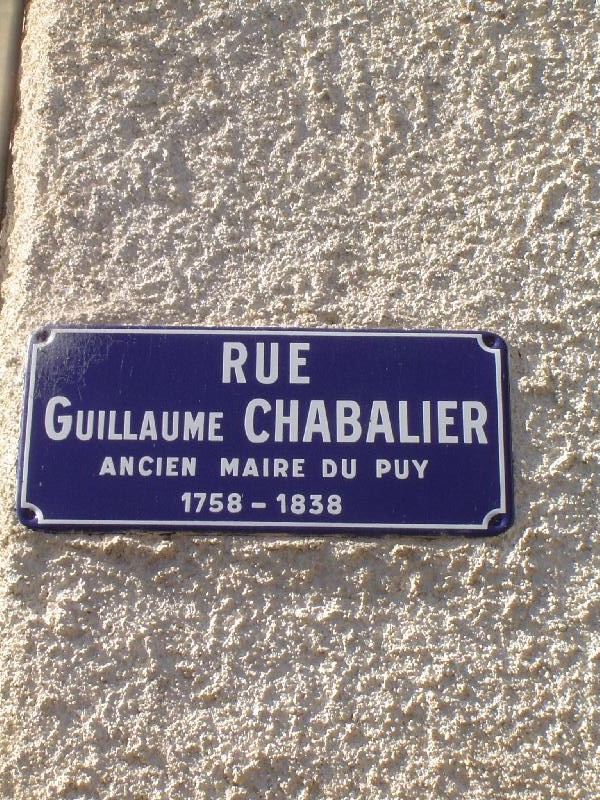
Plaque de la rue Guillaume Chabalier à Vals-près-le-Puy

- Membre fondateur de la Société libre d’Agriculture de Haute-Loire (1799), devenue Société académique du Puy.
- Décoration du Lys (1815).
- Chevalier de la Légion d’Honneur (1837).

## Sources
- L'Ami de la religion et du roi, tome vingt-sixième, Paris, 1821
- « Jean Guillaume Chabalier », dans Adolphe Robert et Gaston Cougny, Dictionnaire des parlementaires français, Edgar Bourloton, 1889-1891 [détail de l’édition]
- Jules Villain et Gaston Jourda de Vaux, La France moderne : Grand dictionnaire généalogique, historique et biographique de la Haute-Loire, Saint-Etienne, 1906
- Pierre-Jean Chabalier, Chabalier au fil de l’eau et par delà le Gévaudan, Revue du Gévaudan, des Causses & Cévennes - Société des Lettres, Sciences et Arts de Lozère, Mende, 2022
- Jean-François Klein, Maîtres du comptoir: Desgrand père & fils, Sorbonne - Paris, 2013
- Dominique Labarre de Raillicourt, A ce titre ; essai de catalogue de l'aristocratie française titrée contemporaine, tome I, Paris, Editions des Encyclopédies, 1976
- Fortuné Koller, International register of nobility, Bruxelles, Les Editions biographiques, 1959.